# Diorhabda fischeri
Diorhabda fischeri es una especie de insecto coleóptero de la familia Chrysomelidae. Fue descrita por Desbrochers en 1869.